# سه روح زنده
سه روح زنده (انگلیسی: Three Live Ghosts) فیلمی بریتانیایی در ژانر کمدی و صامت به کارگردانی ژرژ فیتزموریس است که در سال ۱۹۲۲ منتشر شد. از بازیگران آن می‌توان به نورمن کری اشاره کرد. آلفرد هیچکاک در کنار آدولف زوکر طراح تیتراژ این فیلم بوده‌است. گمان می‌شد که این فیلم یک فیلم گمشده است تا اینکه در آرشیو روسیه نسخه‌ای از آن یافت شد و در سال ۲۰۱۵ به نمایش عموم درآمد.

## بازیگران
- آنا کیو. نیلسن
- نورمن کری
- سیریل چادویک
- ادموند گولدینگ
- جان میلترن
- کلر گریت
- آنت بنسون
- دوروتی فن
- ویندهام گایس